# Schuldinterlokut
Schuldinterlokut im Strafprozess bedeutet die Teilung der Hauptverhandlung in Erkenntnisverfahren und Bestrafungsverfahren. Zunächst wird über Schuld oder Unschuld Beweis erhoben und mit Zwischenurteil („Interlokut“) entschieden. Nur im Falle der Schuld wird wiederum über Umstände Beweis erhoben, die sich auf die Höhe der Strafe auswirken.
Für freigesprochene Angeklagte bringt diese Teilung den Vorteil, dass Details aus dem Privatleben mit Bedeutung für die Strafzumessung, wie eventuelle Vorstrafen, Lebenslauf, Einkommen und Kindheit, nicht zwingend an die Öffentlichkeit gelangen. Für die Verteidigung hat die Teilung des Verfahrens den Vorteil, dass sie bei einem Antrag auf Freispruch ihre eigene Argumentation im Plädoyer nicht mit Ausführungen zum Strafmaß für den Fall einer Verurteilung schwächen muss (sog. Verteidigerdilemma). Im Fall einer Zweiteilung der Hauptverhandlung kann die Verteidigung damit zunächst einen Freispruch, z. B. wegen fehlenden Tatnachweises, fordern. Im zweiten Teil des Verfahrens, nachdem der Tatnachweis geführt worden ist, hat sie dann die Möglichkeit, widerspruchsfrei und umfassend zu allen Punkten der Strafzumessung zu plädieren. Bei einer einheitlichen Hauptverhandlung, mit einem einzigen Plädoyer, muss die Verteidigung hingegen unter Umständen im Plädoyer auf Ausführungen zur Strafe verzichten. Denn es ist widersprüchlich, einerseits geltend zu machen, dass der Angeklagte die Tat nicht begangen habe, und anderseits eine angemessene Strafe für die (nicht begangene) Tat zu fordern.
Das Schuldinterlokut ist in der deutschen Strafprozessordnung nicht vorgesehen, jedoch beispielsweise im Prozessrecht der USA (Jury verdict bzw. Court's findings im Gegensatz zu Sentencing und Judgment; siehe etwa Rule 32(k) der Federal Rules of Criminal Procedure), fakultativ auch in § 256 Abs. 2 der österreichischen und Art. 342 der schweizerischen Strafprozessordnung.
Auch das altrömische Recht im Legisaktionenverfahren und das vorklassische Recht im Formularprozess, kannten eine Trennung zwischen Tatsachenfeststellung und Rechtsfolgenbestimmung. Allerdings wurde hier zuerst vor Gericht (in iure) durch die litis contestatio (Streitbefestigung) vom Gerichtsmagistrat (Praetor) die Zulässigkeit der Klage bestätigt, die etwaige Rechtsfolge bestimmt und ein Richter (iudex) eingesetzt, während erst im zweiten Teil beim Richter (apud iudicem) über die Tatfrage entschieden wurde und dementsprechend absolutio (Freispruch) oder condemnatio (Verurteilung) nach der vorangegangenen Bestimmung des Gerichtsmagistrats erfolgten.